# Америка в бане
Америка в бане (лит. Amerika pirtyje) — комедия в трёх актах Кетуракиса (криптоним братьев Антанаса и Юозаса Вилкутайтисов). Впервые пьеса была опубликована в 1895 году. Это была первая пьеса на литовском языке, представленная публично на территории современной Литвы, когда группа литовских активистов поставила её 20 августа 1899 года в Паланге (тогда входившей в состав Курляндской губернии Российской империи). В пьесе изображен эпизод из повседневной жизни литовской деревни – находчивый мужчина выманивает деньги у наивной женщины и сбегает в США. Благодаря актуальному сюжету, небольшому актёрскому составу и простым декорациям спектакль пользовался большой популярностью в литовском любительском театре. Пьеса стала одной из самых популярных и успешных литовских комедий всех времён и продолжает исполняться различными труппами.

## Краткое содержание сюжета
Винцас, находчивый портной, устраивается на работу к бедному крестьянину Бекампису, которому отчаянно нужны 200 рублей, чтобы выплатить долги еврею Фаибчикасу. В трактире Винцас встречает Антанаса, старого знакомого из родной деревни. Антанас ищет невесту и положил глаз на Аготу, дочь Бекамписа. Винцас соглашается выступить в роли посредника – оформить кредит Антанаса Бекампису и брак между Аготой и Антанасом. Однако Винцас соблазняет наивную Аготу рассказами о лёгкой жизни в Америке и убеждает её украсть деньги у отца. Они планируют использовать деньги, чтобы сбежать в Америку. Агота крадёт деньги, но Винцас запирает её в бане и сбегает в Америку один.
Спектакль довольно простой и хорошо подходил для нелегального любительского театра того времени. Он изображает сцены из обычной жизни литовских сельских жителей и даёт соответствующие отсылки к литовской эмиграции в США вместо более абстрактных или художественных персонажей или сюжета. Подобные мошенничества и обман были описаны в литовских газетах того времени. Его также было легко поставить, поскольку требовались лишь простые декорации и ограниченный состав актёров (семь мужчин и две женщины).

## История

### Публикация
Во время Литовского национального возрождения, сопротивляясь различным попыткам русификации и полонизации, литовцы становятся всё более активными в культурном отношении — издают и распространяют издания на литовском языке, подпадающие под запрет на литовскую латиницу, организуют тайные литовскоязычные школы для детей, создают тайные общества (культурно-просветительские общества были официально разрешены только после русской революции 1905 года) и устраивают вечера с музыкой, танцами, играми и периодическими представлениями любительского театра. Поскольку спектаклей на литовском языке, которые можно было бы ставить в такие вечера, не хватало, литовский ежемесячник «Варпас» объявил конкурс литовских пьес. Братья Вилкутайтис под псевдонимом Кетуракис (неизвестно, какой брат был главным автором) представили комедию «Америка в бане». Винцасу Кудирке, редактору журнала «Варпас», пьеса понравилась, и он принес её на крестины дочери Йонаса Яблонскиса в 1894 году. В собрание вошли и другие интеллектуалы, читавшие пьесу. Несколько месяцев спустя, во время Ужгавенеса в 1895 году, Яблонскис поставил спектакль в общежитии Митавской гимназии. Роль Фаибчикаса исполнил будущий президент Литвы Антанас Сметона. Кудирка опубликовал пьесу в 1895 году в Тильзите, Восточная Пруссия (ныне Советск, Калининградская область). Первое издание, 5000 экземпляров, было продано по 10 копеек. Пьеса была переиздана в 1905 году в Санкт-Петербурге Эдуардом Вольтером (1000 экземпляров). Десять процентов доходов было предназначено для вдов и сирот Русско-японской войны. В дальнейшем пьеса переиздавалась в 1921 и 1937 годах в независимой Литве и в 1966 году в Советской Литве.

### Первые постановки
Пьеса была популярной. До постановки на территории современной Литвы в 1899 году она была поставлена различными общинами американцев литовского происхождения как минимум пять раз. В Российской империи спектакль был показан в Санкт-Петербурге 12 февраля 1898 года и в Риге 25 апреля 1898 года. В 1899 году Людас Вайнейкис, литовский врач, живший в Паланге и активный литовский контрабандист книг, предложил Габриэле Петкевичайте-Бите поставить публичный спектакль для литовского театра. Поскольку Паланга входила в состав Курляндской губернии, литовская деятельность привлекала гораздо меньше внимания, чем в Ковенской или Виленской губерниях, и получить официальное разрешение было гораздо проще. Петкевичайте приступила к организации спектакля. Она выбрала «Америку в бане», поскольку её было легко поставить и она уже была одобрена государственной цензурой, и наняла Повиласа Вишинскиса для помощи в поиске актёров. Им удалось получить доступ к сараю семьи Тышкевичей, построенному для выступлений бродячих трупп. Состоялось лишь одно выступление — 20 августа (8 августа по юлианскому календарю) 1899 года. Несмотря на различные трудности и вмешательство полиции в последнюю минуту, спектакль имел успех и даже принёс прибыль в размере 100 рублей, которые были пожертвованы Винцасу Кудирке. Вайнейкис получил разрешение на постановку «Америки в бане» в Либаве (Лиепае) во время зимних каникул 16 января 1900 года. Актёры были в основном те же, что и в Паланге; на роль свата Вишинскис также пригласил Йонаса Билюнаса. Этой же группе удалось получить разрешения на постановку другой комедии «В ловушке дьявола» (лит. Velnias spąstuose) 21 июля в Либаве и 23 июля в Митаве (Елгава), но когда Вишинскис повесил литовские плакаты в Пашвитинисе и Ионишкисе, разрешения были отозваны, и актёры были арестованы и допрошены полицией.

### Дальнейшие постановки
Спектакль стал очень популярным и исполнялся различными коллективами нелегально. Различные крестьяне ставили спектакль в своих сараях, особенно в Сувалкии. Например, будущий премьер-министр Юозас Тубялис поставил спектакль в сарае своего отца в 1901 году. Спектакль ставился и за пределами Литвы. Общество Бируте поставило его 25 февраля 1900 года в Тильзите, Восточная Пруссия (ныне Советск, Калининградская область). Легально пьеса ставилась в Петербурге в 1902 (три спектакля) и 1904 годах. Миколас Слежявичюс поставил спектакль в Одессе в 1904 году, а два спектакля состоялись на территории современной Латвии: в Субате в феврале 1904 года и в Гриве в декабре 1904 года. Когда в 1904 году был снят запрет на литовскую прессу и в 1905 году были разрешены культурные общества, в Литве состоялся ряд легальных выступлений, в том числе 31 октября 1904 года в Шяуляе (Казимирас Венцлаускис играл Бекамписа; Винцас Капсукас превратил собрание в политический протест против царя), 6 февраля 1905 года в Вильнюсе, хором «Дайна» 5 марта 1905 года в Каунасе, политиком Казисом Гринюсом 28 мая 1905 года в Мариямполе, композитором Стасисом Шимкусом 2 ноября 1905 года в Юрбаркасе. Спектакль был поставлен в Москве в 1907 году. До Первой мировой войны его исполняли более ста раз.
Спектакль продолжает оставаться частью репертуара литовского театра. В 1974 году спектакль поставил Каунасский государственный драматический театр (режиссёр Валдас Ленцявичюс). В 2014 году театр поставил 700-й спектакль в Румшишкесе. В 2014 году спектакль был показан на грузинском языке в Театре Руставели в Тбилиси. В октябре 2016 года на музыкальном ансамбле «Айняй» состоялась премьера новой интерпретации Нериюса Петрокаса — музыкальной комедии «Америка в бане?!». (лит. Ar America pirtyje?!).